# Ssion
Ssion (se prononce "shun"), est un projet créatif multifacettes créé en 1999 par Cody Critcheloe, composé de musique, de vidéos, d'art et de spectacle vivant.

## Historique
Ssion débute comme un groupe de punk dans le Kentucky. Cody Critcheloe le fonde en 1999,. Il passe ses années de formation à Kansas City et grandit à New York et à Los Angeles où sont basés ses projets actuels. Travaillant avec une liste changeante de collaborateurs, Ssion diffuse sporadiquement des disques sur plus de 10 ans, tout en dirigeant des vidéos musicales pour d'autres artistes. Ssion crée également des œuvres d'art pour Fever to Tell des Yeah Yeah Yeah et, plus récemment, pour la direction artistique de Doing It  de Charli XCX. La sortie de Bent en 2012 lui donne une grande visibilité internationale et est accompagnée d'une consécration des critiques pour les vidéos My Love Grows in The Dark, Earthquake, Luvvbazaar et High, tous produits et réalisés par Critcheloe. Critcheloe vit à New York. Le style appartient au mouvement queercore, d'inspiration punk et glam avec une thématique LGBT,,.

## Musique
Le premier album de Ssion se nomme Fucked Into Oblivion et sort en 1999. En 2003, le groupe Ssion démarre son label en publiant Minor Treat et l'album Opportunity Bless My Soul sur Version City Records. En 2007, le groupe sort son album Fools Gold accompagné de Clown, un EP de remixes, sur Sleazetone Records. En 2011 il sort Bent en indépendant, qui est réédité plus tard par Dovecote Records. La sortie de Bent  a coïncidé avec une période de 3 jours de performance au MoMA PS1.
Les œuvres de Ssion ont été bien reçues par la presse mainstream : le New York Times, Village Voice, le Huffington Post, le Interview (magazine) et Dazed and Confused.
Critcheloe est connu pour l'extravagance de ses spectacles, qu'il effectue avec un groupe en live et en tant que DJ. Il fait des tournées avec les Yeah Yeah Yeahs, Gossip Fischerspooner et House of Ladosha parmi d'autres.

## Films
Critcheloe dirige des vidéos et réalise des œuvres pour Kylie Minogue, Robyn, Peaches  Santigold, Perfume Genius, Liars et CSS, entre autres. Il dirige aussi des vidéos pour les projets musicaux de Ssion projet musical.
Son premier long métrage intitulé Boy sort en 2009 et est financé par Grand-Arts, une ONG artistique à but non lucratif de Kansas City, MO. Ce long métrage est présenté en parallèle d'œuvres d'art et d'installations dans le cadre d'une subvention des Peres de Projet à LA et Berlin, le Smart Museum de Chicago et The hole gallery de New York & Viktor Wynd Fine Art Inc à Londres. Boy est composé de musique, et de vidéos qui s'enchaînent pour produire un équivalent gay et punk rock de Forrest Gump.

## Discographie
- 1999 – Fucked into Oblivion. Album, self-released cassette
- 2001 – I Don't Want New Wave & I Don't Want the Truth. Album, self-released CD-R[3]
- 2003 – Minor Treat. EP, Version City Records
- 2003 – Opportunity Bless My Soul. Album, Version City Records
- 2005 – World's Worth. 7", Sound Virus Records
- 2005 – Glory Wound. Album, self-released CD-R
- 2006 – Street Jizz. EP, self-released CD-R
- 2007 – Fools Gold. Album, Sleazetone Records
- 2007 – Clown. 12" Single & Remixes, Sleazetone Records
- 2008 – Street Jizz. 12" Single & Remixes, Sleazetone Records
- 2009 – Ah Ma. Remixes EP, Sleazetone Records
- 2011 – Bent. Album, Dovecote Records
- 2014 – Pink Christmas. With Hunx and His Punx and Samantha Urbani
- 2018 – O. Album, Dero Arcade[3]

## Vidéographie
- 2005 – Liars, There's Always Room on the Broom, music video director
- 2006 – Scream Club & Electrosexual, I'm Going Crazy, music video director
- 2006 – Ssion, Street Jizz, music video director
- 2007 – Ssion, ASAP, music video director
- 2008 – Tilly and the Wall, Beat Control, music video director
- 2008 – Ssion, Ah Ma, music video director
- 2008 – Ssion, A Wolves Eye, music video director
- 2008 – Ssion, Credit in the Straight World, music video director
- 2008 – Ssion, Warm Glove, music video director
- 2009 – Ssion, Bullshit, music video director
- 2009 – Gossip, Music for Men, infomercial director
- 2010 – Gossip, Men in Love, music video director
- 2010 – Peaches, Billionaire, music video director
- 2010 – Ssion, Clown, music video director
- 2011 – CSS, City Grrrl, music video director
- 2011 – Santigold, Big Mouth, music video director
- 2011 – MNDR, #1 in Heaven, music video director
- 2012 – Ssion, My Love Grows in the Dark, music video director 2012 – Ssion, "Earthquake", music video director
- 2012 – Ssion, Feel Good (4-Evr), music video director
- 2012 – Ssion, Psy-chic, music video director
- 2013 – Ssion, Luvvbazaar, music video director
- 2013 – Ssion, High, music video director
- 2014 – Dum Dum Girls, Lost Boys and Girls Club, music video director
- 2014 – Kylie Minogue, Sexercize, music video director
- 2014 – Perfume Genius, Queen, music video director
- 2015 – Lower Dens, To Die in L.A., music video director
- 2015 – Brooke Candy, Renegade, music video director
- 2018 – SSION, Comeback, director
- 2018 – SSION, At Least The Sky Is Blue, director[10]